# Smith & Nephew
Smith & Nephew plc mit Sitz in London ist ein börsennotierter Medizintechnikkonzern mit circa 16.000 Mitarbeitern in 100 Ländern und einem Umsatz von mehr als fünf Mrd. US-Dollar (2019).

## Aktivitäten
Zu den Unternehmensbereichen gehören:
- Medizinische Wundversorgung für schwierige Verletzungen
- Endoskopie: Produkte für die minimalinvasive Chirurgie
- Orthopädie: Hüft- und Knie-Implantate
- Traumatologie: Schrauben und Platten (winkelstabil & polyaxial) für die Osteosynthese, sowie Nagelsysteme zur Versorgung der langen Röhrenknochen.

Des Weiteren befinden sich Fixateursysteme zur Akutversorgung von Frakturen und der TSF (Hexapodfixateur) zur Korrektur von Deformitäten- und Beinlängenunterschieden im Portfolio.

## Präsenz in Deutschland und der Schweiz
Seit 1986 besitzt der Konzern eine Produktionsstätte in Tuttlingen, in der 190 Mitarbeiter systemgebundene Implantate und Instrumente herstellen.
2007 akquirierte Smith & Nephew die 1991 gegründete schweizerische Plus Orthopedics AG in Risch im Kanton Zug mit Produktionsstätten in Rotkreuz und Aarau sowie das US-Unternehmen BlueSky Medical und stieg damit zum viertgrößten Medizintechnikunternehmen in Europa auf. Die deutsche Niederlassung für den Vertrieb der orthopädischen Produkte liegt in der nordrhein-westfälische Stadt Marl. Am Standort Marl westlich von Frentrop sind etwa 270 Mitarbeiter beschäftigt. Der Vertrieb für die Endoskopie erfolgt von Hamburg aus. Die Division Wundmanagement hat ihren Standort im Stadtteil Bahrenfeld. Der logistische Vertrieb für die Wundversorgung erfolgt über den medizinischen Logistikdienstleister Movianto.
Im September 2023 gab das Unternehmen in einer Mitarbeiterversammlung bekannt den Standort Tuttlingen zum Ende des Jahres schließen zu wollen. Die Aktivitäten am Orthopädie-Standort Tuttlingen aufzugeben sei eine strategische Entscheidung um das Produktionsnetzwerk zu optimieren. Mehr als 200 sollen durch die Standortschließung ihren Job verlieren.

## Geschichte
Nach seinem Pharmazie-Studium gründete Thomas James Smith im Jahr 1856 im englischen Kingston upon Hull in der Grafschaft Yorkshire eine kleine Apotheke, in der neben pharmazeutischen Produkten auch Verbandstoffe angeboten wurden, ein bis heute wichtiger Bestandteil des Produktportfolios des Konzerns.
Da Smith niemals heiratete und kinderlos blieb, trat 1896 sein Neffe Horatio Nelson Smith dem Unternehmen bei und die Firma wurde in T.J. Smith + Nephew umbenannt. Noch im selben Jahr verstarb T.J. Smith. Horatio Smith führte das Unternehmen von nun an mit seinem Bruder Thomas B. Smith unter dem Namen Smith & Nephew weiter.
Im Jahr 1914 hatte das Unternehmen ca. 1.200 Mitarbeiter. Während des Ersten Weltkriegs versorgte Smith & Nephew die Armeen von Großbritannien, Frankreich, Belgien, Serbien, den USA sowie das Rote Kreuz mit Medizin und Medizintechnik. Zwischen 1920 und 1955 wurden Niederlassungen in Kanada, Neuseeland und den USA gegründet.
Das Management der Firma erwarb 1958 Southhalls (Birmingham) und Artur Berton Ltd.; 1960 starb Horatio Nelson Smith. 1962 wurde Temple Place 2 in London der Hauptsitz der Geschäftsleitung. In den darauffolgenden Jahren entstanden Niederlassungen in Spanien, Mexiko, Thailand, Malaysia, Frankreich, Belgien, den Niederlanden, Italien, Finnland, Schweden und Norwegen.
1986 wurden die beiden US-Firmen Dyonics in Andover bei Boston und die Richards Medical Company in Memphis im Bundesstaat Tennessee übernommen. Richards war 1934 von Don Richards zur Herstellung von traumatologischen Produkten wie Platten, Schrauben, Nägeln und Klammern gegründet worden. 1977 hatte man eine Produktionsstätte für orthopädische Implantate und Instrumente in Tuttlingen errichtet.
Das Unternehmen wurde 1998 umstrukturiert, um sich auf die drei Kernbereiche Wundversorgung, Endoskopie und Orthopädie zu konzentrieren.
2012 wurden mehrere Fälle von Korruption bekannt, die Standorte in den USA und Deutschland betrafen. Smith & Nephew hatte u. a. über Jahre hinweg Ärzte in Griechenland bestochen. Das Unternehmen musste 22 Millionen US-Dollar Strafe bezahlen und stand 18 Monate unter Aufsicht.